# Алакуа Кокс
Алакуа Кокс (англ. Alaqua Cox; народилася 13 лютого 1997 року) — індіанська акторка. Вона зображує Маю Лопес / Ехо в Кіновсесвіті Marvel у серіалі Disney+ «Гокай» (2021) і в майбутньому спін-оффі, присвяченому її героїні.

## Раннє життя та освіта
Кокс народилася глухою в сім'ї Єлени та Білла Коксів. Вона народилася і виросла в меноміні індіанської резервації в Кешені, Вісконсін і має Меноміні і могікан нації. У неї є троє братів і сестер: Вілл, Джордан і Кеті. Вона відвідувала Вісконсинську школу для глухих і грала в жіночій баскетбольній команді з 2014 по 2015 рік, а також брала участь у їхній волейбольній команді.
Кокс також має ампутовану ногу з протезом.

## Кар'єра
3 грудня 2020 року взяла участь у кастингу серіалу «Гокай». Її кастинг у «Гокай» знаменує собою її дебютну акторську роль. Після новини про її участь у ролі Ехо, її кастинг отримав величезну позитивну відповідь від користувачів Twitter як приклад для наслідування в спільноті глухих, а активіст глухих Найл ДіМарко надав їй підтримку. У червні 2021 року один із творців Ехо Девід В. Мак висловив подяку Кокс як представнику глухої та молоді корінних народів, коментуючи: «Я викладав у Школі глухих в Африці, Азії [і] Європі у своїй роботі для Державний департамент США, [і] студенти люблять Ехо [і] будуть раді цьому», посилаючись на новини про початок виробництва серіалу Ехо.
Сама Кокс була на червоній доріжці прем'єри «Гокай», висловлюючи вдячність Marvel за те, що вона дозволила їй процвітати в КВМ як новачка в Голлівуді. «Це просто божевілля, що я влаштовую власне шоу після «Гокая». Це була моя перша акторська роль", - сказала Кокс репортеру Variety. Вона додала: «Я не знаю, чому вони дають мені таку можливість, але я просто вдячна. Я схвильована через підтримку та можливість відстоювати спільноту глухих. Ми хочемо мати таку рівність і залучити більше людей. Я просто вдячна за всі можливості, які мені надали». В інтерв’ю журналу Disney D23 Кокс розповіла про те, як Джеремі Реннер і Гейлі Стейнфельд доклали зусиль, щоб вивчити якусь американську жестову мову, щоб їм було легше спілкуватися з нею, сказавши: «Мені було приємно, що вони докладають зусиль, щоб вивчити базовий ASL для спілкування зі мною. Для мене, як для глухої, це багато значить».

## Фільмографія

### Телебачення
| Рік  | Назва        | Роль            | Примітки     |
| ---- | ------------ | --------------- | ------------ |
| 2021 | Соколине око | Мая Лопес / Ехо |              |
| 2023 | Ехо          | Мая Лопес / Ехо | Головна роль |